# Heliophanus improcerus
Heliophanus improcerus là một loài nhện trong họ Salticidae.
Loài này thuộc chi Heliophanus. Heliophanus improcerus được Wanda Wesołowska miêu tả năm 1986.